# 黑帶巨牙天竺鯛
黑帶巨牙天竺鯛（學名：Cheilodipterus nigrotaeniatus），又稱黑帶巨齒天竺鯛，為輻鰭魚綱鈎頭魚目天竺鯛科巨牙天竺鯛屬下的一個種，分布於西太平洋區，包括菲律賓和印度尼西亞，南至澳大利亞，東至所羅門群島海域，深度2至25公尺，本魚體延長，呈長橢圓形，頭大、眼大、口大且斜裂，具犬齒，鋤骨和腭骨通常具齒，前鰓蓋骨邊緣具鋸齒，體被櫛鱗，身體有4條黑色條紋，最上部由頸背沿背鰭基部延伸至尾鰭基部，尾柄和尾鰭基部後方有斷成點的條紋，頭部條紋之間淡黃色，魚鰭蒼白色，背鰭硬棘7枚、背鰭軟條9枚、臀鰭硬棘2枚、臀鰭軟條8枚，體長可達11公分，棲息在珊瑚礁、潟湖，小群活動，肉食性，以小魚為食，繁殖期時，雄魚具有口孵習性，卵約7日化成仔魚，由雄魚吐出，具短暫的仔魚飄浮期，生活習性不明。